# GOST 16876-71
GOST 16876-71(러시아어: ГОСТ 16876-71)은 소련 국립 측지 및 지도 제작국에서 고안한 로마자 표기법 시스템(러시아어 키릴 문자 텍스트를 라틴 음소문자로 전자)이다. 이 시스템은 언어학에서 사용되는 과학적 전자법을 기반으로 한다. GOST는 국제 표준이었으므로 소련의 여러 언어에 대한 조항을 포함했다. 이 표준은 1973년과 1980년에 사소한 변경과 함께 두 번 개정되었다.
GOST 16876-71은 두 가지 표를 포함한다.
- 표 1: 키릴 문자 하나를 라틴 문자 하나로, 일부는 발음 구별 기호 포함
- 표 2: 키릴 문자 하나를 라틴 문자 하나 또는 여러 개로, 그러나 발음 구별 기호 없음

1978년, 경제상호원조회의는 GOST 16876-71을 약간 수정하여 SEV 1362-78(러시아어: СЭВ 1362-78)이라는 이름으로 공식 전자 표준으로 채택했다.
GOST 16876-71은 유엔이 지명 로마자 표기법 시스템을 개발하는 데 사용되었으며, 이 시스템은 1987년 캐나다 퀘벡주 몬트리올에서 열린 제5차 유엔 지명 표준화 회의에서 유엔의 공식 사용을 위해 채택되었다. 유엔 시스템은 비러시아어 키릴 문자를 보완하기 위해 발음 구별 기호를 사용한다.
2002년, 러시아는 여러 독립국가연합 국가들과 함께 GOST 16876 사용을 포기하고 ISO 9:1995를 선호하여 GOST 7.79-2000으로 채택되었다.

## 러시아어
| 키릴 문자 | GOST 16876-71 표 1 | GOST 16876-71 표 2 | GOST 7.79-2000, 시스템 A; ISO (1995) | GOST 7.79-2000, 시스템 B | 유엔 1987 |
| --------- | ------------------ | ------------------ | ------------------------------------ | ------------------------ | --------- |
| А а       | a                  | a                  | a                                    | a                        | a         |
| Б б       | b                  | b                  | b                                    | b                        | b         |
| В в       | v                  | v                  | v                                    | v                        | v         |
| Г г       | g                  | g                  | g                                    | g                        | g         |
| Д д       | d                  | d                  | d                                    | d                        | d         |
| Е е       | e                  | e (je)*            | e                                    | e                        | e         |
| Ё ё       | ë                  | jo                 | ë                                    | yo                       | ë         |
| Ж ж       | ž                  | zh                 | ž                                    | zh                       | ž         |
| З з       | z                  | z                  | z                                    | z                        | z         |
| И и       | i                  | i                  | i                                    | i                        | i         |
| Й й       | j                  | jj                 | j                                    | j                        | j         |
| К к       | k                  | k                  | k                                    | k                        | k         |
| Л л       | l                  | l                  | l                                    | l                        | l         |
| М м       | m                  | m                  | m                                    | m                        | m         |
| Н н       | n                  | n                  | n                                    | n                        | n         |
| О о       | o                  | o                  | o                                    | o                        | o         |
| П п       | p                  | p                  | p                                    | p                        | p         |
| Р р       | r                  | r                  | r                                    | r                        | r         |
| С с       | s                  | s                  | s                                    | s                        | s         |
| Т т       | t                  | t                  | t                                    | t                        | t         |
| У у       | u                  | u                  | u                                    | u                        | u         |
| Ф ф       | f                  | f                  | f                                    | f                        | f         |
| Х х       | h (ch)*            | kh                 | h                                    | kh                       | h         |
| Ц ц       | c                  | c                  | c                                    | cz, c†                   | c         |
| Ч ч       | č                  | ch                 | č                                    | ch                       | č         |
| Ш ш       | š                  | sh                 | š                                    | sh                       | š         |
| Щ щ       | ŝ (šč)*            | shh                | ŝ                                    | shh                      | šč        |
| Ъ ъ       | ʺ                  | ʺ                  | ʺ                                    | ʺ                        | ʺ         |
| Ы ы       | y                  | y                  | y                                    | y'                       | y         |
| Ь ь       | ʹ                  | ʹ                  | ʹ                                    | ʹ                        | ʹ         |
| Э э       | è                  | eh                 | è                                    | e'                       | è         |
| Ю ю       | û (ju)*            | ju                 | û                                    | yu                       | ju        |
| Я я       | â (ja)*            | ja                 | â                                    | ya                       | ja        |

| І і | ì | ih | ì | i, i'‡ | ĭ |
| Ѳ ѳ | - | -  | f̀ | fh     | ḟ |
| Ѣ ѣ | - | -  | ě | ye     | ě |
| Ѵ ѵ | - | -  | ỳ | yh     | ẏ |

 참고
* 괄호 안에는 허용되는 추가 변형이 표시된다.
† i, e, y, j 앞에는 c를, 다른 모든 경우에는 cz를 사용하는 것이 좋다.
‡ 우크라이나어 및 벨라루스어의 키릴 문자 і는 항상 라틴 문자 i로 전자되며, 모음 앞에 주로 사용되는 고대 러시아어 및 고대 불가리아어 텍스트에서도 마찬가지다. 자음 앞에 오는 드문 경우(예: 단어 міръ)에는 아포스트로피 i'로 전자된다.
문자 і, ѳ, ѣ, ѵ는 러시아어 정서법 개혁 이전의 텍스트에서 발견된다.

## 우크라이나어
1995년부터 2009년까지 우크라이나 Derzhstandart는 소련식 대신 새로운 전자 시스템을 도입하려고 시도했지만, 어떤 초안 프로젝트도 공식적으로 채택되지 않았다.
| 키릴 문자                     | г | ґ | є      | и | і  | ї      | й  | х     | ʼ |
| GOST 16876-71 표 1            | g | – | ê, je  | i | ì  | ì      | j  | h, ch | * |
| GOST 16876-71 표 2            | g | – | je     | i | ih | ji     | jj | kh    | ʺ |
| Derzhstandart (프로젝트 2008) | h | g | ê, je* | y | i  | ï, ji* | j  | x     | ʼ |

참고: * 시스템 B(발음 구별 기호 없음)

## 같이 보기
- 러시아어 로마자 표기법
- 우크라이나어 로마자 표기법
- GOST

### 공식 문서
- GOST 16876—71 (러시아어)
- GOST 16876—71 (1981), 스캔
- GOST 7.79—2000 (러시아어)
- United Nations Group of Experts on Geographical Names (2007). 《Technical reference manual for the standardization of geographical names》 (PDF). New York: United Nations. 44–45쪽. ISBN 978-92-1-161500-5. 2011년 4월 6일에 확인함.
- Report on the Current Status of United Nations Romanization Systems for Geographical Names, 유엔 지명 전문가 그룹 로마자 표기 시스템 실무단에서 편집; 버전 2.2, 2003년 1월.